# Worawari
Worawari is een bestuurslaag in het regentschap Pacitan van de provincie Oost-Java, Indonesië. Worawari telt 2165 inwoners (volkstelling 2010).